# Вратца (проход в Грамос)
Вратца (на албански: Vratsa, на гръцки: Βράτσα) е високопланински проход в планината Грамос, граничен между Албания и Гърция.

## Описание
Проходът е разположен в северозападната част на Грамос и пресича едноименния хребет Вратца. Свързва долината на течащата на югоизток Слимнишка река, приток на Бистрица в Гърция, с долината на течащата на север Вигища, приток на Девол. През прохода, преди установяването на границата между Албания и Гърция, е минавал пътят от Слимница (Трилофос) за Аръз и Кютеза.